# Gásafjall
Gásafjall är ett berg i Färöarna (Kungariket Danmark).   Det ligger i sýslan Norðoyar, i den norra delen av landet, 30 km norr om huvudstaden Tórshavn. Toppen på Gásafjall är 148 meter över havet. Gásafjall ligger på ön Kalsoy.
Terrängen runt Gásafjall är kuperad. Havet är nära Gásafjall åt nordväst. Runt Gásafjall är det ganska glesbefolkat, med 34 invånare per kvadratkilometer. Närmaste större samhälle är Klaksvík, 13,2 km sydost om Gásafjall. 